# Heaphy Spur
Heaphy Spur ist ein markanter, gebogener und 6 km langer Gebirgskamm im ostantarktischen Viktorialand. Von der Südseite der Clare Range erstreckt er sich in das Kopfende des Oberen Victoria-Gletschers.
Der United States Geological Survey kartierte ihn anhand eigener Vermessungen und Luftaufnahmen der United States Navy aus den Jahren von 1947 bis 1962. Das Advisory Committee on Antarctic Names benannte ihn 1975 nach dem Neuseeländer William Heaphy, der bis dahin zehn Jahre lang am United States Antarctic Research Program beteiligt war.